# École de cartographie de Dieppe

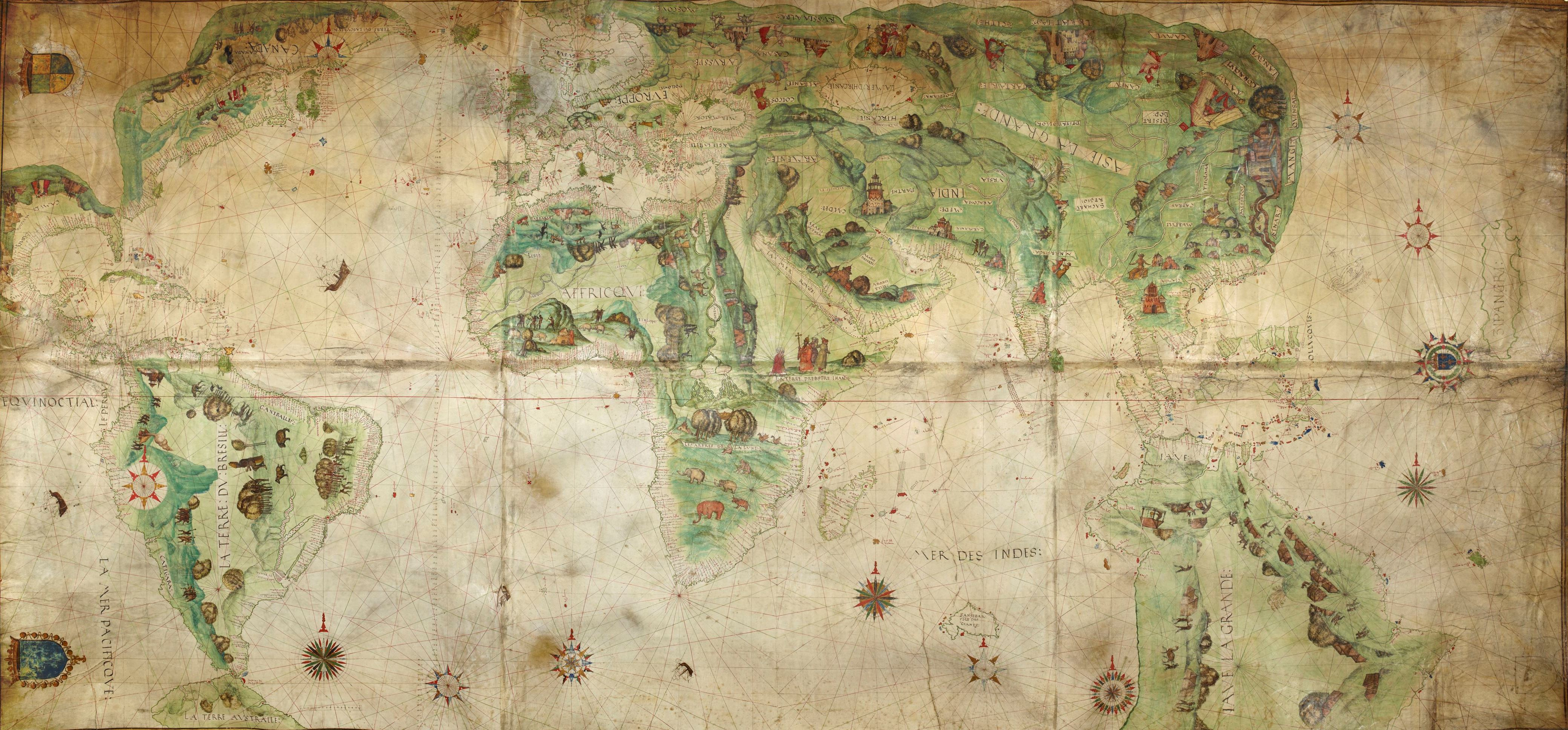
La mappemonde Dauphin (vers 1547) avec représentation de la côte occidentale de l'Australie sous le nom de La Grande Jave,

L'école de cartographie de Dieppe est célèbre pour la réalisation d'une importante série de mappemondes connues sous le nom de « cartes de Dieppe » réalisées dans la ville portuaire de Dieppe au cours du XVIe siècle. L'école de cartographie de Dieppe fut fondée par Pierre Desceliers. La ville de Dieppe est connue pour ses riches armateurs tel que Jean Ango et ses non moins célèbres navigateurs tel que Jean Cousin.

## Présentation générale

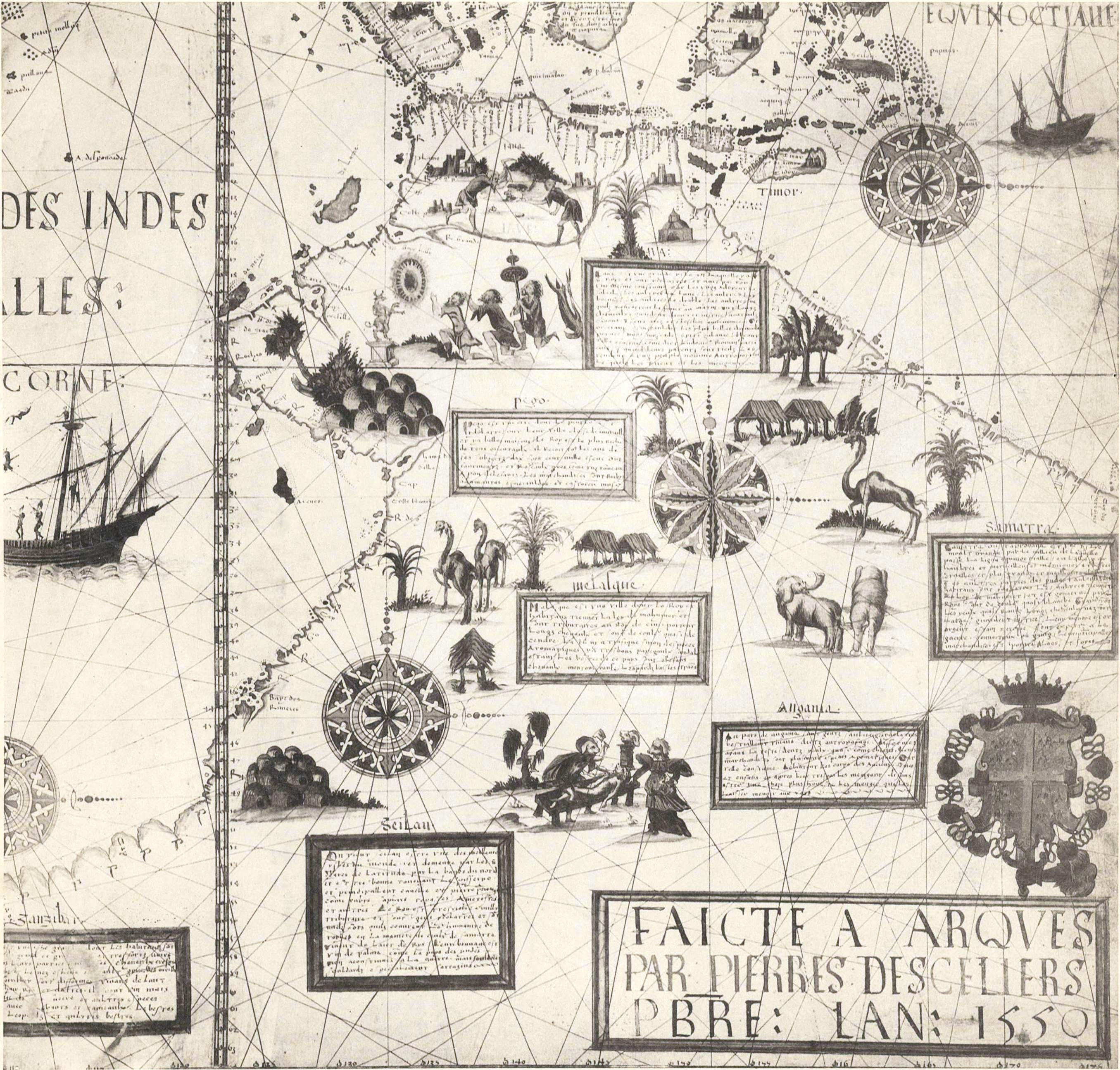
Détail d'une carte de l'Australie par Desceliers XVIe siècle

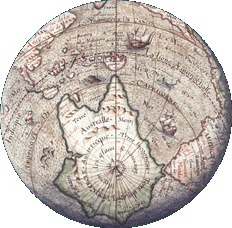
Globe terrestre de
Jacques de Vau de Claye (1583)

Pierre Desceliers, abbé d’Arques-la-Bataille en Normandie où il est né vers 1500, fonda l’école de cartographie de Dieppe. Il créa la série maritime "Cartes de Dieppe" et dessina les premières mappemondes d’après les portulans portugais. 
Ces cartes furent conçues entre 1540 et 1585 par de grands cartographes tels que Pierre Desceliers, Jean Rotz, Guillaume Le Testu, Nicolas Desliens, Nicolas Vallard, Jacques de Vau de Claye et Jean Guérard.
Ces portulans et mappemondes furent commandés par de riches mécènes, des armateurs portugais et français et par les services royaux d'Henri II de France et d'Henri VIII d'Angleterre.
Toutes ces cartes portent des inscriptions en langue française, voire en portugais et dans un jargon franco-portugais. Les historiens modernes pensent que l'École de cartographie de Dieppe devait accueillir en son sein des cartographes portugais. Il en est de même pour la carte de Cantino créée en 1502 et qui indique clairement la source portugaise à la base de sa réalisation, malgré la politique de silence imposée par le gouvernement portugais (Politica sigilio).
Une caractéristique commune à la plupart des mappemondes de Dieppe est la présence des roses des vents et des tracés de lignes loxodromiques, évocateurs des cartes marines. Ces cartes marines sont considérées comme des œuvres d'art, de toute évidence destinées à être étalées sur une table, et contenant des informations sur les dernières découvertes, à côté de références mythologiques et d'illustrations.
Les cartes de Dieppe portent des descriptions sur les premières tentatives françaises de coloniser le Canada, la conquête du Pérou par les Espagnols et le commerce des Portugais sur les mers entourant les îles de Sulawesi, Nouvelle-Guinée et Indonésie. Sur ces mêmes cartes peuvent figurer des inscriptions sur le légendaire royaume du prêtre Jean en Éthiopie, ou encore la présence légendaire des Amazones en Russie ainsi que des descriptions sur le voyage de Marco Polo.
Comme pour toutes les cartes faites avant le XVIIe siècle, les mappemondes de Dieppe ne présentent aucune connaissance de la longitude. Alors que les latitudes sont indiquées en degrés observées par astrolabe ou quadrant. La projection de Mercator n'étant apparue qu'en 1568, celle-ci est absente des cartographies de Dieppe.
Sarah Toulouse a publié une liste détaillée de 37 cartes et atlas faits entre 1542 et 1635 et appartenant à l’école dieppoise ou normande de cartographie.

## Représentation des côtes australiennes

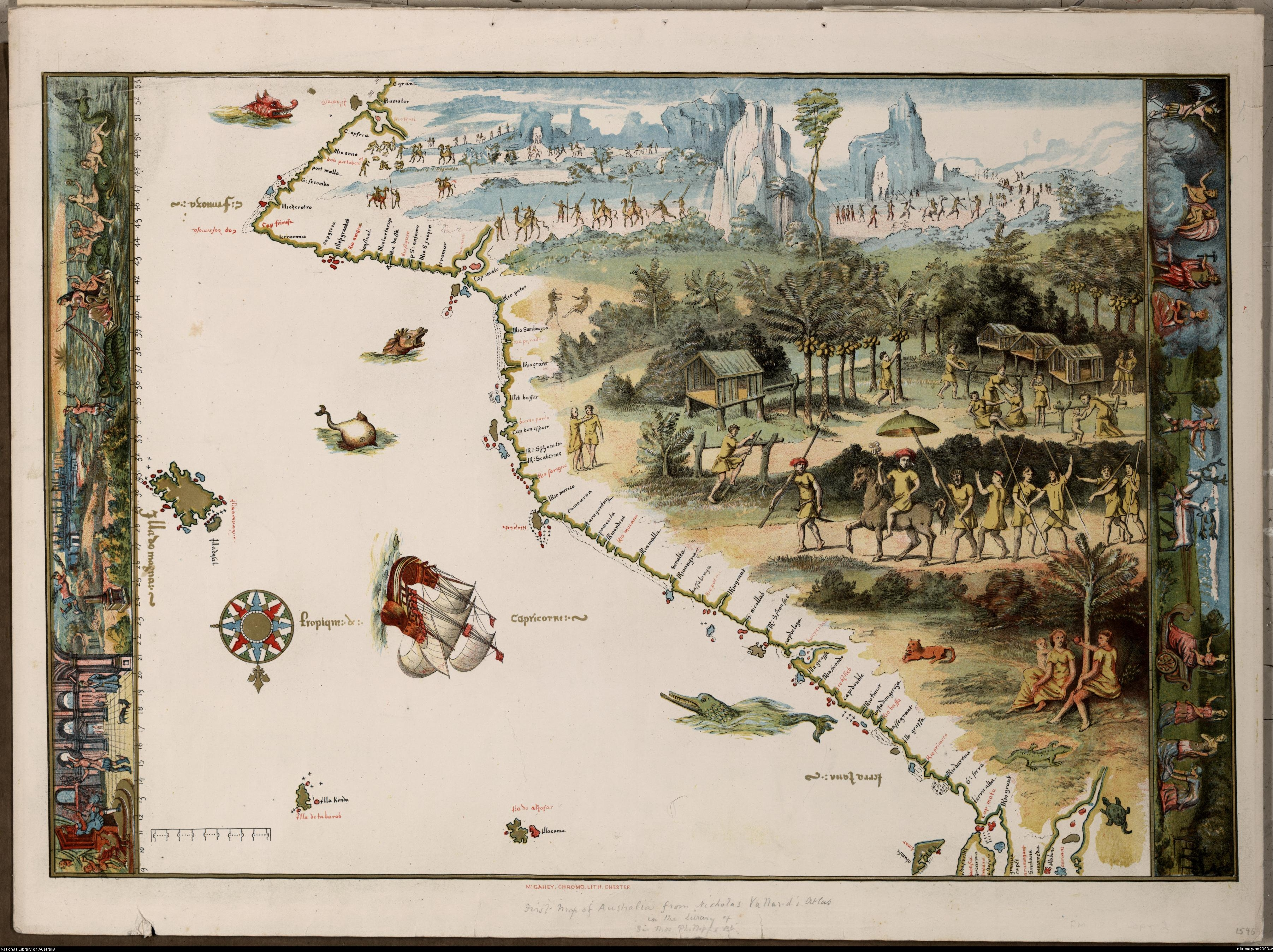
Représentation des côtes occidentales d'Australie (1520)

Les mappemondes de Dieppe indiquent les connaissances marines des Portugais, qui explorèrent les côtes australiennes vers 1520. La plupart des cartes marines de Dieppe montrent une masse terrestre intitulée « La Grande Jave », ou « Terre Locac », située entre ce qui est maintenant l'Indonésie et l'Antarctique. Comme les Portugais étaient très actifs en Asie du Sud-Est depuis 1511, et au Timor dès 1516, il a été suggéré par certains chercheurs que « la Grande Jave » est la désignation par les cartographes de Dieppe, qui ont travaillé à partir de documents portugais, du territoire australien. Sarah Toulouse a écrit:

« Parmi les terres imaginaires représentées par les cartographes du XVIe siècle, l’une d’entre elles, la « Grande Jave », est une spécificité normande et bretonne. Cette vaste terre qui s’étend au sud de l’Indonésie pour rejoindre la Terre Australe a fait couler beaucoup d’encre et fait toujours débat parmi les historiens de la cartographie. »

L’île de Jave Mineure a été identifiée par Jean Alfonse en tant qu’ilot dans son œuvre de 1544, La Cosmographie,  toutefois, Jave la Grande faisait, pour lui, partie du continent Terra Australis qui s’étendait jusqu’à l’Antarctique et le détroit de Magellan (le continent austral avait été théorisé par Ptolémée, au IIe siècle et ce mythe, toujours d'actualité au XVe siècle, avait été réactivé après le passage de la flotte de Magellan, en 1520, par un détroit au sud du continent américain qui séparait deux terres : la Patagonie au nord et la Terre de feu au sud. Lorsque le récit de l'expédition fut connu en Europe, les cartographes imaginèrent que la Terre de feu pouvait être la partie septentrionale du Continent austral et celui-ci va alors être dessiné sur toutes les cartes de l'époque, comme la fameuse mappemonde cordiforme d'Oronce Fine en 1532 et ensuite les cartes d'Ortelius et de Mercator). Ce concept a été exposé dans les mappemondes du milieu du XVIe siècle de l’école des cosmographes de Dieppe en Normandie qui a ultérieurement donné naissance à l’idée selon laquelle l’Australie pourrait avoir été découverte par les Européens bien longtemps avant que les Néerlandais ne commencent à effectuer le tracé de sa côte en 1606 ou avant que James Cook en trace la côte est en 1770. Le Globus Jagellonicus, daté d'environ 1510 et conservé au Collegium Maius de l'université Jagellonne de Cracovie (Pologne), constitue, selon Robert J. King, un indice pour résoudre ce puzzle. Ce globe dépeint un continent situé dans l’Océan Indien à l’est de l’Afrique et au sud de l’Inde, mais est étiqueté en tant que « America noviter reperta », une réplique de l’Amérique du Sud avec le Brésil. Le globe illustre, selon King, la manière dont les géographes du début du XVIe siècle ont lutté pour réconcilier les découvertes des nouveaux territoires avec la cosmographie ptolémaïque orthodoxe. Il fournit une explication cosmographique de Jave la Grande de l’école de Dieppe.

## Bibliographie

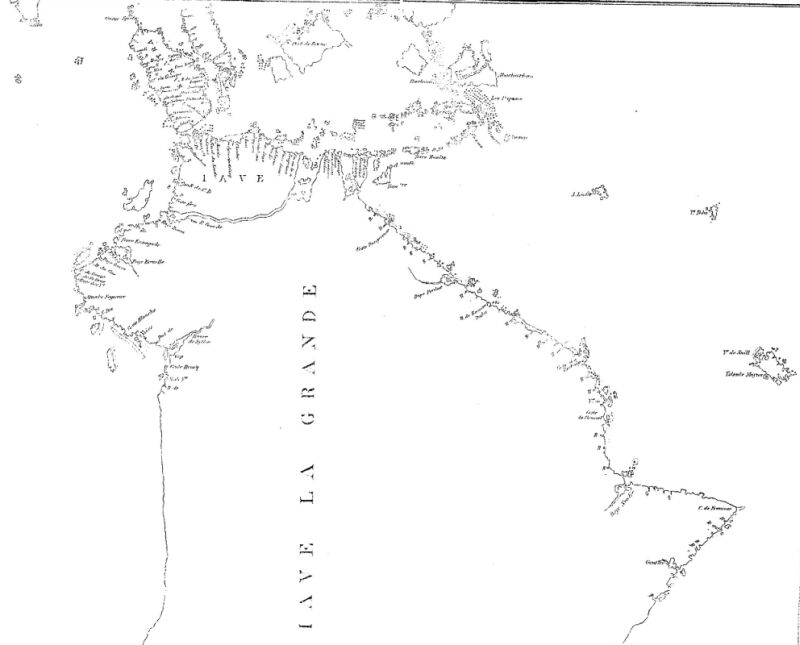
Représentation partielle de la Grande Jave